# Surf City (Caroline du Nord)
Pour les articles homonymes, voir Surf city.
Surf City est une ville du Comté de Pender située dans l'État de la Caroline du Nord aux États-Unis. Selon le Recensement des États-Unis de 2000, sa population se chiffre à 1 393 personnes.

## Démographie
| 1970 | 1980 | 1990 | 2000  | 2010  | - |
| ---- | ---- | ---- | ----- | ----- | - |
| 166  | 421  | 970  | 1 393 | 1 853 | - |